# Protocolo de Estambul
El Manual de Investigación y Documentación Efectiva sobre Tortura, Castigos y Tratamientos Crueles, Inhumanos o Degradantes, más conocido como el Protocolo de Estambul, es el primer conjunto de normas internacionales para documentar la tortura y sus consecuencias. 
Fue adoptado por la Oficina del Alto Comisionado de las Naciones Unidas para los Derechos Humanos, en el 2001. Su propósito es servir como guía internacional para la evaluación de las personas que han sido torturadas, a fin de investigar casos de posible tortura y reportar los hallazgos a la justicia o a las agencias investigadoras.

## Trasfondo y propósito
El manual contiene estándares y procedimientos aceptados internacionalmente sobre cómo reconocer y documentar síntomas de tortura. De esta forma, ayuda a que la documentación recopilada cumpla con los requisitos necesarios para servir como evidencia válida ante los órganos de justicia.
El protocolo representa una guía útil para los juristas y abogados que desean investigar si una persona ha sido torturada o no, y reportar los hallazgos a la justicia o a las agencias investigadoras.

### Documento no vinculante
El Protocolo de Estambul es un documento no vinculante. Aun así, la ley internacional obliga a los gobiernos a investigar y documentar los incidentes de tortura y otras formas de maltrato, así como castigar a los responsables de manera completa, efectiva, tácita e imparcial y con claros objetivos.
El Protocolo de Estambul fue creado por más de 75 expertos en leyes, salud y derechos humanos durante tres años de esfuerzo colectivo, e involucra a más de 40 organizaciones incluido el Consejo Internacional de Rehabilitación de las Víctimas de Tortura. El extenso trabajo fue iniciado y coordinado por la Comisión de Derechos Humanos de Turquía (HRFT) y por la organización Médicos por los Derechos Humanos, de los Estados Unidos ( PHR USA).
Los pasos iniciales para trabajar en el manual para la investigación, documentación de tortura y otras formas de maltrato se dieron en una reunión internacional en 1996, organizada por la Asociación Médica Turca, y se inspiraron en las necesidades y prácticas diarias experimentadas por la HRFT y la Sociedad de Especialistas en Medicina Forense de Turquía. En particular, los esfuerzos para investigar la muerte de Baki Erdogan durante el tiempo que estuvo en custodia resultaron un factor decisivo.[cita requerida]
Barki Erdogan murió durante el undécimo día de su custodia, después de haber sido transferido al hospital estatal de Turquía. La autopsia y el informe forense oficial mencionan que, como resultado de una huelga de hambre de 10 días, murió por un edema pulmonar agudo. La Asociación Médica Turca llevó a cabo una investigación independiente y produjo un informe médico alternativo en el cual revela numerosas fallas en la autopsia y el estudio realizado por los médicos oficiales expertos. El punto de referencia para el desarrollo del informe médico alterno fue el Protocolo de Minnesota, de la Organización de las Naciones Unidas, protocolo modelo para una investigación legal o extralegal, ejecuciones sumarias y arbitrarias, Doc. ST/CSDHA/12, creado en respuesta a la conclusión del informe especial sobre ejecuciones sumarias o arbitrarias, designado por el Consejo Social y de Economía de 1982. El informe alterno señalaba que la investigación forense oficial fue falsa, deficiente, y que no se ajustó a las normas establecidas en el Protocolo de Minnesota. Además, sobre la base de la evidencia recolectada y otros hallazgos, se determinó que la causa de muerte fue el síndrome de estrés respiratorio adulto (ARDS), como resultado del uso de tortura.[cita requerida]
Al finalizar la elaboración del Protocolo de Estambul en 1999, se publicó un artículo del protocolo en la revista médica internacional The Lancet. El Protocolo de Estambul es publicado por la Oficina del Comisionado Mayor de los Derechos Humanos, en su serie de Entrenamiento Profesional, en los seis idiomas usados oficialmente en las Naciones Unidas.[cita requerida]

## Reconocimiento internacional del Protocolo de Estambul
El Protocolo de Estambul se envió al Comisionado Mayor de los Derechos Humanos de la ONU el 9 de agosto de 1999. La Asamblea General de las Naciones Unidas y la Comisión de Derechos Humanos de las Naciones Unidas (llamado, desde el 2006, Consejo de Derechos Humanos de las Naciones Unidas) han enfatizado a los países el que los Principios en el Protocolo son una herramienta útil para combatir la tortura.
El informe especial sobre tortura de las Naciones Unidas enfatiza, en las Recomendaciones Generales del 2003, la importancia de los principios de Estambul en el contexto del establecimiento de autoridades nacionales independientes para la investigación; la rapidez e investigaciones independientes, y la independencia de los servicios médicos forenses de los cuerpos de investigación gubernamentales y el recolectar evidencia forense.
El 23 de abril del 2003, la Comisión de los Derechos Humanos de las Naciones Unidas, en su resolución sobre los derechos humanos y la ciencia forense, llamó la atención de los gobiernos sobre estos principios como una herramienta útil para combatir tortura. Por otra parte, se hizo referencia al Protocolo de Estambul en la resolución sobre la competencia de las autoridades investigadoras nacionales para prevenir torturas.[cita requerida]
El Protocolo de Estambul ha sido adoptado por varios países. La Comisión Africana sobre los Derechos Humanos y las Personas deliberó sobre la importancia del Protocolo de Estambul durante la 32.ª sesión ordinaria en octubre del 2002, y concluyó que las investigaciones de todos los alegatos de tortura o maltratos deben efectuarse con prontitud, imparcialidad y efectividad, guiadas por los principios de Estambul.[cita requerida] La Unión Europea menciona el Protocolo de Estambul en su Guía de la Política de la Unión Europea sobre la Tortura y otros Tratos Crueles, Inhumanos o Degradantes en los países del Tercer Mundo, adoptada por el Consejo de Asuntos Generales en el 2001. La guía menciona que los países deben «llevar a cabo las investigaciones de manera rápida, imparcial y efectiva en todos los alegatos de tortura, acorde con las reglas de Estambul incluidas en la resolución CHR 2000/43», y que deben «establecer y operar procedimientos domésticos efectivos para responder e investigar quejas y reportes de tortura y maltrato, de acuerdo con las reglas de Estambul».
Otras instituciones y organizaciones tienen reiteradas las recomendaciones de las Naciones Unidas y otras agencias en sus informes, estatutos y comentarios (incluido el Consejo de Juristas y el Foro Asiático de los Institutos de los Derechos Humanos).

## Comité Europeo para la prevención de la Tortura y de las Penas o Tratos Inhumanos o Degradantes
En el año 1987 se adopta el Convenio de Europeo para la prevención de la tortura y de las penas o tratos inhumanos o degradantes, cuya vigencia entra a partir del 1 de febrero de 1989. En el año 1999, los 40 Estados miembros del Consejo de Europa ya habían ratificado dicho convenio. La finalidad de este Convenio es el de complementar de manera preventiva él ya existente mecanismo judicial del Convenio Europeo de Derechos Humanos. Se implementa la estructura del Convenio con la incorporación de un miembro de cada Estado miembro. Los elegidos para el Comité serán personas de gran prestigio moral, imparciales, independientes y en condiciones de realizar misiones en el terreno.  
El Comité realiza visitas de carácter periódico o por razones determinadas a los Estados miembros del Consejo de Europa. La delegación visitante del Comité está constituida por miembros del Comité, acompañados de expertos en los sectores médico, legal y otros, intérpretes y miembros de la secretaría. Estas delegaciones visitan a las personas privadas de su libertad por las autoridades del país visitado. La delegación podrá tener acceso a todos los documentos y archivos relativos a las personas visitadas. Todo el trabajo del Comité se basa en la confidencialidad y la cooperación. El Estado Parte responde por escrito al informe y así se establece un diálogo entre el Comité y el Estado Parte, diálogo que se prosigue hasta la siguiente visita.  Los informes del Comité y las respuestas del Estado Parte son documentos confidenciales, aunque el Estado Parte El derecho de las personas privadas de libertad, si lo desean, a informar inmediatamente del arresto a una parte tercera El derecho de las personas privadas de libertad a disponer de los servicios de un médico, incluso, si así lo desea, del médico de su elección.
Uno de los medios más efectivos para prevenir malos tratos por parte de funcionarios consiste en que las autoridades competentes procedan sin demora al examen de todas las quejas de malos tratos que se les sometan y, cuando corresponda, a la imposición del castigo adecuado, consiguiendo así un efecto disuasivo.
No formando parte de los profesionales que trabajaron en la redacción del Protocolo de Estambul, y siendo víctima de violación a los Derechos Humanos en Chile, el citado documento carece de eficacia jurídica, ya que no es vinculante, según se ha señalado. Por lo mismo, no siendo vinculante para los Estados, las víctimas, aparentemente; no tienen derecho a compensación alguna por los daños económicos, de salud, de daño moral y sicológico de que hubieren sido por parte del Gobierno represor.